# In situ PCR
in situ PCR（インサイチューピーシーアール）は組織標本上で（in situで）PCRを行うことにより、高感度で単一細胞レベルの空間解像度をもつ遺伝子発現の解析を行う手法である。増幅産物の検出はジゴキシゲニンなどを標識に用いて免疫組織化学的に行う場合が多い。